# Dino Mikanović
Dino Mikanović (Nova Gradiška, 7. svibnja 1994.) hrvatski je nogometaš koji igra na poziciji braniča. Trenutačno igra za rumunjski klub Universitatea Cluj.
Prvi službeni nastup bila je prva utakmica polufinala hrvatskog nogometnog kupa 10. travnja 2013. godine protiv Slaven Belupa u Koprivnici, kojrg je Hajduk dobio s 1:2. Mikanović ulazi kao zamjena Vukoviću u 81. minuti.  
Statistika u Hajduku
| Natjecanje        | Nastupi | Zgoditci |
| ----------------- | ------- | -------- |
| Prvenstvo         | 71      | 3        |
| Kup               | 10      | 0        |
| Superkup          | 2       | 0        |
| Međunarodne       | 12      | 0        |
| Splitski podsavez | 0       | 0        |
| Ukupno            | 95      | 3        |
| Prijateljske      | 48      | 2        |
| Sveukupno         | 143     | 5        |

## Klupski uspjesi
HNK Hajduk Split
- Hrvatski nogometni kup (3): 2012./13., 2021./22., 2022./23.

Kajrat
- Kazahstanska Premijer liga (1): 2020.
- Kazahstanski nogometni kup (1): 2021.

## Vanjske poveznice
- Profil, Soccerway
- Profil, Transfermarkt